# Криспано
Криспа̀но (на италиански: Crispano) е град и община в Южна Италия, провинция Неапол, регион Кампания. Разположен е на 37 m надморска височина. Населението на общината е 12 585 души (към 2010 г.).